# Terreiro Viva Deus
Axepó Erã Opê Oluá (Aṣepo Eran Opé Oluwá), Terreiro Viva Deus ou Axé de Zé do Vapor é um terreiro de Candomblé originalmente de tradição Nagô-Vodum, dedicado a Ogum, Iemanjá e Oxumaré (orixás regentes de Zé do Vapor). Além do culto aos orixás também presta culto aos caboclos. Está localizado na cidade de Cachoeira, Bahia. Foi inaugurado em 23 de junho de 1911, por José Domingos Santana (mais conhecido como “Zé do Vapor”), completando mais de 100 anos de atividades ininterruptas.

## História
As terras de área original equivalente a 4,3 hectares onde está localizado o Terreiro Viva Deus foram doadas pelo Maestro Tranquilino Bastos (1850-1935), em agradecimento por Zé do Vapor ter salvo a vida de sua esposa, Sra. Joana Ursulina Uzêda. Atualmente, a área foi reduzida a 36.938.0738m² por conta da especulação imobiliária, que gerou invasões especialmente na área de mata.
Nesta área, encontram-se construções que abrigam o barracão de festas, casas com assentamentos das divindades, casas que hospedam os filhos de santo no período de festas, além de uma imensa área verde também destinada ao culto

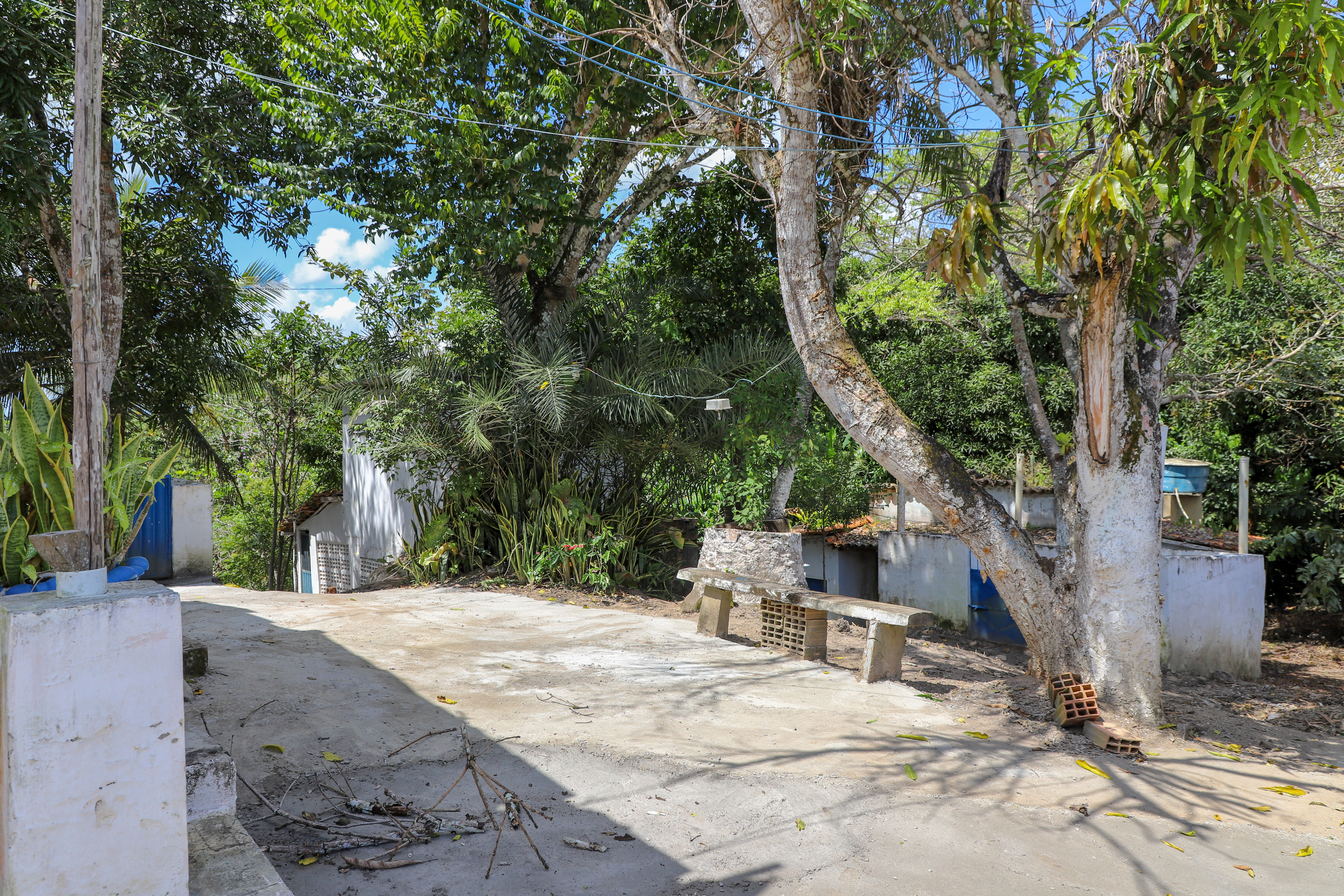
Pátio

Embora pouco conhecido pela adeptos do Candomblé no eixo Salvador-Rio de Janeiro-São Paulo, tem o reconhecimento de sua importância do contexto afro-religioso em território baiano, sedimentado nas páginas de diversos livros como, por exemplo, "Gaiaku Luíza e a trajetória do Jeje-Maí na Bahia", de Marcos Carvalho; "Nagô. A nação de ancestrais itinerantes", de Vilson Caetano de Souza Junior; “A Formação do Candomblé. História e ritual da Nação Jeje na Bahia”, PARÉS, Luís Nicolau e, finalmente "O Poder do candomblés. Perseguição e resistência no Recôncavo da Bahia", de Edmar Ferreira Santos. 
Seu fundador, José Domingos de Santana – “Zé do Vapor”, foi contemporâneo de figuras ilustres do candomblé Cachoeirano do século passado. No exemplar “Gaiku Luíza”, de autoria do pesquisador e religioso Marcos Antônio Lopes de Carvalho (Mejitó Marcos de Bessen), lançado pela Editora Pallas encontramos um depoimento dessa adorável religiosa, relatando detalhes do Axé de “Zé do Vapor” e de seu fundador:
| “                         | ... fomos vizinhos de um pai-de-santo chamado Zé-do-Vapor. O terreiro dele era nagô, se chamava Terreiro Viva Deus, e ficava em Terra Vermelha. .... | ” |
| — Mejitó Marcos de Bessen | |   |

Outra obra que cita o fundador dessa comunidade de Axé é “A Formação do Candomblé. História e ritual da Nação Jeje na Bahia”, PARÉS, Luís Nicolau, Editora UNICAMP. O autor transcreve depoimentos que dão conta da importante figura que representava Zé do Vapor no contexto religioso Cachoeirano da época:
| “                         | Nos subúrbios de Cachoeira, no caminho de Terra Vermelha, José de Vapor, neto de escravos nagôs, fundou o Terreiro Viva Deus. ... Zé de Vapor da Terra Vermelha (....). Ele tinha um filho de santo chamado Edgar de Oiá que era muito considerado na Roça do Ventura (...) | ” |
| — Mejitó Marcos de Bessen | |   |

## Líderes
- 1911 - 1962 - José Domingos Santana[3]
- 1962 1982 - anos sem dirigente[5]
- 1982 - 2012 - Babalaxé Luis Sérgio Barbosa[3]
- 2012 - 2014 - Dona Daddy[5]

## Tombamento
Por sua importância cultural para o Estado da Bahia, foi tombado pelo Instituto do Patrimônio Artístico e Cultural da Bahia (IPAC-BA) em 2014. Além disso, desde 2002, é reconhecido pela Fundação Cultural Palmares como Território Cultural Afro-Brasileiro.